# عادم الديزل

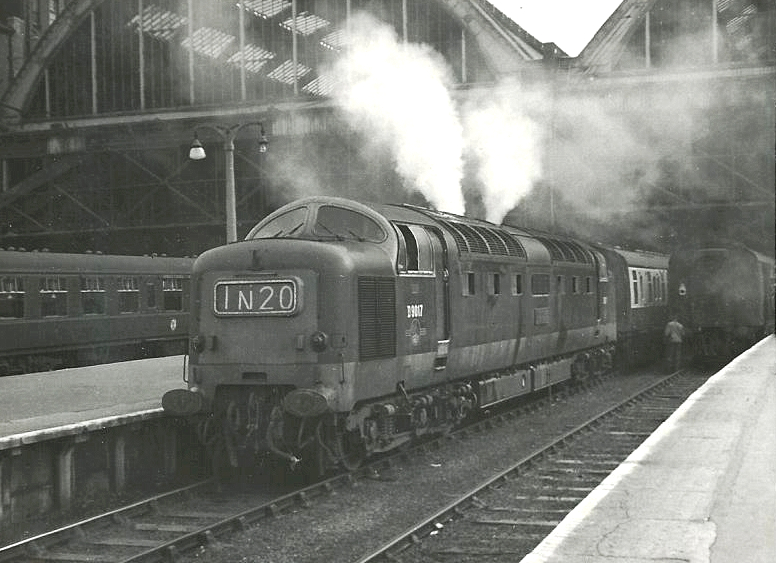
قاطرة ديزل دلتيك من الفئة 55 للسكك الحديدية البريطانية مع عادمها الكثيف المميز عند بدء تشغيل القطار.

عادم الديزل هو غاز العادم الناتج عن محرك الديزل، بالإضافة إلى أي جزيئات متضمنة. قد يختلف تركيبه حسب نوع الوقود أو معدل الاستهلاك أو سرعة تشغيل المحرك (على سبيل المثال، الخمول أو السرعة أو تحت الحمل)، وما إذا كان المحرك في مركبة على الطريق أو مركبة زراعية أو قاطرة أو سفينة بحرية أو مولد ثابت أو تطبيق آخر.
يتسبب عوادم الديزل في الإصابة بسرطان الرئة وأمراض أخرى مثل الربو والعديد من الوفيات المبكرة. توجد طرق لتقليل أكاسيد النيتروجين (NOx) والجسيمات (PM) في العادم.
حددت بعض الدول موعدًا لوقف بيع المركبات التي تعمل بالديزل، كما ستحظر بعض مراكز المدن سيارات الديزل.

## التكوين
المنتجات الأساسية لاحتراق وقود البترول في الهواء هي ثاني أكسيد الكربون والماء والنيتروجين. المكونات الأخرى موجودة بشكل أساسي من الاحتراق غير الكامل والتخليق الحراري. في حين أن توزيع المكونات الفردية لعادم الديزل الخام (غير المعالج) يختلف اعتمادًا على عوامل مثل الحمل ونوع المحرك وما إلى ذلك، يوضح الجدول أدناه التركيبة النموذجية.
تختلف الظروف الفيزيائية والكيميائية الموجودة داخل أي من محركات الديزل تحت أي ظروف بشكل كبير عن محركات الاشتعال بالشرارة، وذلك لأن قوة محرك الديزل يتم التحكم فيها بشكل مباشر من خلال إمداد الوقود، وليس من خلال التحكم في خليط الهواء/الوقود، كما هو الحال في محركات البنزين التقليدية. ونتيجة لهذه الاختلافات، تنتج محركات الديزل عمومًا مجموعة مختلفة من الملوثات عن المحركات التي تعمل بالشرارة، وهي اختلافات تكون في بعض الأحيان نوعية (ما هي الملوثات الموجودة وما هي غير الموجودة)، ولكنها غالبًا ما تكون كمية (كمية الملوثات أو فئات الملوثات المحددة الموجودة في كل منها). على سبيل المثال، تنتج محركات الديزل واحدًا وعشرين من أول أكسيد الكربون الذي تنتجه محركات البنزين، حيث تحرق وقودها في الهواء الزائد حتى عند التحميل الكامل.
ومع ذلك، فإن طبيعة الاحتراق الهزيل لمحركات الديزل ودرجات الحرارة والضغوط المرتفعة لعملية الاحتراق تؤدي إلى إنتاج كبير من أكاسيد النيتروجين الغازية، وهو ملوث للهواء يشكل تحديًا فريدًا فيما يتعلق بالحد منها.[لم يناقش في المتن] في حين انخفضت أكاسيد النيتروجين الكلية من سيارات البنزين بنحو 96% من خلال اعتماد المحولات الحفازة للعادم اعتبارًا من عام 2012، لا تزال سيارات الديزل تنتج أكاسيد النيتروجين بمستوى مماثل لتلك التي تم شراؤها قبل 15 عامًا في اختبارات العالم الحقيقي؛ وبالتالي، تنبعث من سيارات الديزل حوالي 20 مرة من أكاسيد النيتروجين أكثر من سيارات البنزين. تستخدم محركات الديزل الحديثة على الطرق عادةً أنظمة الاختزال الحفزي الانتقائي (SCR) لتلبية قوانين الانبعاثات، حيث لا يمكن للطرق الأخرى مثل إعادة تدوير غاز العادم (EGR) تقليل أكاسيد النيتروجين بشكل كافٍ لتلبية المعايير الأحدث المعمول بها في العديد من الولايات القضائية.
علاوة على ذلك، كانت الجسيمات الدقيقة (المواد الجسيمية الدقيقة) في عوادم الديزل (على سبيل المثال، السخام، والذي يُرى أحيانًا على شكل دخان داكن اللون معتم) مصدر قلق أكبر تقليديًا، حيث إنها تسبب مخاوف صحية مختلفة ونادرًا ما يتم إنتاجها بكميات كبيرة بواسطة محركات الاشتعال بالشرارة. تكون هذه الملوثات الجسيمية الضارة بشكل خاص في ذروتها عندما يتم تشغيل مثل هذه المحركات بدون كمية كافية من الأكسجين لحرق الوقود بالكامل؛ عندما يعمل محرك الديزل في وضع الخمول، يكون الأكسجين عادةً موجودًا بما يكفي لحرق الوقود تمامًا. من وجهة نظر انبعاث الجسيمات، تم الإبلاغ عن أن العادم من مركبات الديزل أكثر ضررًا بكثير من العادم من مركبات البنزين.
لقد تغيرت عوادم الديزل، المعروفة منذ فترة طويلة برائحتها المميزة، بشكل كبير مع انخفاض محتوى الكبريت في وقود الديزل، ومرة أخرى عندما تم إدخال المحولات الحفازة في أنظمة العادم.[لم يناقش في المتن] ومع ذلك، لا تزال عوادم الديزل تحتوي على مجموعة من الملوثات العضوية وغير العضوية، في فئات مختلفة، وبتركيزات متفاوتة (انظر أدناه)، اعتمادًا على تركيبة الوقود وظروف تشغيل المحرك.
| الصِنف                                 | متوسط (ريف 2014) | متوسط (ميركر، تيشمان، 2014) | أول محرك ديزل (هارتنستين، 1895) | (خير، ماجوسكي، 2006)    | (مصادر مختلفة)         |
| الصِنف                                 | نسبة الحجم       | نسبة الحجم                  | نسبة الحجم                      | (الحجم؟) النسبة المئوية |                        |
| ------------------------------------- | ---------------- | --------------------------- | ------------------------------- | ----------------------- | ---------------------- |
| نتروجين (N2)                          | 75.2%            | 72.1%                       | -                               | ~67 %                   | -                      |
| الأكسجين (O2)                         | 15%              | 0.7%                        | 0.5%                            | ~9 %                    | -                      |
| ثنائي أكسيد الكربون (CO2)             | 7.1%             | 12.3%                       | 12.5%                           | ~12 %                   | -                      |
| ماء (H2O)                             | 2.6%             | 13.8%                       | -                               | ~11 %                   | -                      |
| أحادي أكسيد الكربون (CO)              | 0.043%           | 0.09%                       | 0.1%                            | -                       | 100–500 جزء في المليون |
| أكاسيد النيتروجين (NOx)               | 0.034%           | 0.13%                       | -                               | -                       | 50–1000 جزء في المليون |
| هيدروكربون (HC)                       | 0.005%           | 0.09%                       | -                               | -                       | -                      |
| ألدهيد                                | 0.001%           | n/a                         | -                               | -                       | -                      |
| مادة جسيمية (كبريتات + المواد الصلبة) | 0.008%           | 0.0008%                     | -                               | -                       | 1–30 mg·m−3            |

## الفئات الكيميائية
فيما يلي فئات المركبات الكيميائية التي تم العثور عليها في عوادم الديزل.
| فئة الملوثات الكيميائية                                                        | ملاحظة                                                                        |
| ------------------------------------------------------------------------------ | ----------------------------------------------------------------------------- |
| مركبات إثمد[بحاجة لمصدر]                                                       | سمية مماثلة للتسمم بالزرنيخ                                                   |
| مركبات بيريليوم                                                                | المواد المسرطنة من المجموعة 1 في تصنيف الوكالة الدولية لبحوث السرطان          |
| مركبات كروم                                                                    | المواد المسرطنة المحتملة من المجموعة 3 في تصنيف الوكالة الدولية لبحوث السرطان |
| مركبات كوبالت                                                                  |                                                                               |
| مركبات سيانيد                                                                  |                                                                               |
| الديوكسينات وثنائي بنزوفيوران                                                  |                                                                               |
| مركبات منغنيز                                                                  |                                                                               |
| مركبات زئبق                                                                    | المواد المسرطنة المحتملة من المجموعة 3 في تصنيف الوكالة الدولية لبحوث السرطان |
| أكاسيد النيتروجين                                                              | 5.6 جزء في المليون أو 6500 ميكروجرام/م³                                       |
| المواد العضوية متعددة الحلقات، بما في ذلك هيدروكربون عطري متعدد الحلقات (PAHs) |                                                                               |
| مركبات سيلينيوم                                                                |                                                                               |
| مركبات كبريت                                                                   |                                                                               |

### مواد كيميائية محددة
فيما يلي فئات من المواد الكيميائية المحددة التي تم العثور عليها في عوادم الديزل.[تحقق من المصدر][بحاجة لتحديث][بحاجة لرقم الصفحة]
| الملوث الكيميائي               | ملاحظة                                                                                                 | التركيز، جزء في المليون |
| ------------------------------ | --- | ----------------------- |
| إيثانال                        | المواد المسرطنة من المجموعة 1 في تصنيف الوكالة الدولية لبحوث السرطان                                   |                         |
| أكرولين                        | المواد المسببة للسرطان المحتملة في المجموعة 2 أ من تصنيف الوكالة الدولية لبحوث السرطان                 |                         |
| أنيلين                         | المواد المسببة للسرطان المحتملة في المجموعة 2 أ من تصنيف الوكالة الدولية لبحوث السرطان                 |                         |
| زرنيخ                          | المواد المسرطنة من المجموعة 1 في تصنيف الوكالة الدولية لبحوث السرطان، اختلال الغدد الصماء[بحاجة لمصدر] |                         |
| بنزين (مركب كيميائي)           | المواد المسرطنة من المجموعة 1 في تصنيف الوكالة الدولية لبحوث السرطان                                   |                         |
| الفينيل                        | سمية خفيفة[بحاجة لمصدر]                                                                                |                         |
| فثالات مضاعف (2-إيثيل الهكسيل) | اختلال الغدد الصماء                                                                                    |                         |
| 1،3-Butadiene                  | المواد المسرطنة من المجموعة 1 في تصنيف الوكالة الدولية لبحوث السرطان                                   |                         |
| كادميوم                        | المواد المسرطنة من المجموعة 1 في تصنيف الوكالة الدولية لبحوث السرطان، اختلال الغدد الصماء[بحاجة لمصدر] |                         |
| كلور                           | منتج ثانوي لحقن اليوريا[بحاجة لمصدر]                                                                   |                         |
| كلوروبنزين                     | «سمية منخفضة إلى متوسطة»                                                                               |                         |
| كريسول§                        | |                         |
| ثنائي بوتيل الفثالات           | اختلال الغدد الصماء[بحاجة لمصدر]                                                                       |                         |
| 1،8-دينيتروبيرين               | مادة مسرطنة بقوة                                                                                       |                         |
| إيثيل البنزين                  | |                         |
| ميثانال                        | المواد المسرطنة من المجموعة 1 في تصنيف الوكالة الدولية لبحوث السرطان                                   |                         |
| الرصاص غير العضوي              | اختلال الغدد الصماء[بحاجة لمصدر]                                                                       |                         |
| ميثانول                        | |                         |
| ميثيل إيثيل كيتون              | |                         |
| نفثالين                        | المواد المسرطنة من المجموعة 2 ب من الوكالة الدولية لبحوث السرطان                                       |                         |
| نيكل                           | المواد المسرطنة من المجموعة 2 ب من الوكالة الدولية لبحوث السرطان                                       |                         |
| 3-نيتروبنزانثرون (3-إن بي إيه) | مادة مسرطنة بقوة                                                                                       | 0.6-6.6                 |
| 4-نيتروبيفينيل                 | مهيج، يضر بالأعصاب/الكبد/الكلى                                                                         | 2.2                     |
| فينول                          | |                         |
| فسفور                          | |                         |
| بيرين                          | | 3532–8002               |
| بنزو(a)بيرين                   | | 487–946                 |
| بنزو(a)بيرين                   | مادة مسرطنة من المجموعة 1 وفقًا للوكالة الدولية لبحوث السرطان                                           | 208–558                 |
| فلورانثين                      | المواد المسرطنة المحتملة من المجموعة 3 في تصنيف الوكالة الدولية لبحوث السرطان                          | 3399–7321               |
| بروبانال                       | |                         |
| ستايرين                        | المواد المسرطنة من المجموعة 2 ب من الوكالة الدولية لبحوث السرطان                                       |                         |
| تولوين                         | المواد المسرطنة المحتملة من المجموعة 3 في تصنيف الوكالة الدولية لبحوث السرطان                          |                         |
| زيلين§                         | المواد المسرطنة المحتملة من المجموعة 3 في تصنيف الوكالة الدولية لبحوث السرطان                          |                         |

§ تتضمن جميع المتماكبات الإقليمية لهذا المركب العطري. راجع أوصاف المتماكبات الأورثو والميتا والبارا في مقال كل مركب.

## التنظيم

### الولايات المتحدة
لتقليل الجسيمات الدقيقة من محركات الديزل الثقيلة في كاليفورنيا بسرعة، أنشأ مجلس موارد الهواء في كاليفورنيا برنامج تحقيق معايير جودة الهواء التذكارية لكارل موير لتوفير التمويل لترقية المحركات قبل لوائح الانبعاثات. في عام 2008، نفذ مجلس موارد الهواء في كاليفورنيا أيضًا قاعدة الشاحنات والحافلات على مستوى ولاية كاليفورنيا لعام 2008 والتي تتطلب من جميع الشاحنات والحافلات الثقيلة التي تعمل بالديزل، باستثناءات قليلة، والتي تعمل في كاليفورنيا إما تحديث المحركات أو استبدالها من أجل تقليل الجسيمات الدقيقة للديزل.[بحاجة لمصدر]

### الاتحاد الأوروبي
على عكس الشحن الدولي، الذي كان لديه حد للكبريت بنسبة 3.5% كتلة/كتلة خارج منطقة وسط أفريقيا حتى عام 2020، عندما تم تخفيضه إلى 0.5% خارج منطقة وسط أفريقيا، تم تقييد الديزل للاستخدام على الطرق وخارج الطرق (المعدات الثقيلة) في جميع أنحاء الاتحاد الأوروبي منذ عام 2009.
تم تحديد محتوى الكبريت في الديزل والبنزين بـ 10 جزء في المليون منذ عام 2009 (للمركبات على الطرق) و2011 (للمركبات غير المخصصة للطرق). كما تنطبق المواصفات الإلزامية على أكثر من اثني عشر معيارًا للوقود.

## الضرر الصحي

### الضرر على الصحة العامة
تعتبر الانبعاثات الصادرة عن مركبات الديزل أكثر ضررًا من تلك الصادرة عن مركبات البنزين. يعد عادم احتراق الديزل مصدرًا للسخام الجوي والجسيمات الدقيقة، وهو أحد مكونات تلوث الهواء المتورط في سرطان الإنسان، تلف القلب والرئة، والأداء العقلي. علاوة على ذلك، يحتوي عادم الديزل على ملوثات مدرجة كمواد مسرطنة للبشر من قبل الوكالة الدولية لبحوث السرطان عن العوامل المسرطنة للبشر (جزء من منظمة الصحة العالمية التابعة للأمم المتحدة)، كما هو موجود في قائمة 1 من الوكالة الدولية لبحوث السرطان عن العوامل المسرطنة للبشر. في عام 2014، كان تلوث عوادم الديزل مسؤولاً عن حوالي ربع تلوث الهواء ونسبة عالية من الأمراض الناجمة عن تلوث السيارات.[بحاجة لمصدر أفضل]
يعتبر عادم الديزل مادة مسرطنة من المجموعة 1، والتي تسبب سرطان الرئة ولها ارتباط إيجابي بسرطان المثانة. ويحتوي على العديد من المواد التي تم إدراجها أيضًا بشكل فردي كمواد مسرطنة للإنسان من قبل الوكالة الدولية لبحوث السرطان.

### التأثيرات على الصحة المهنية

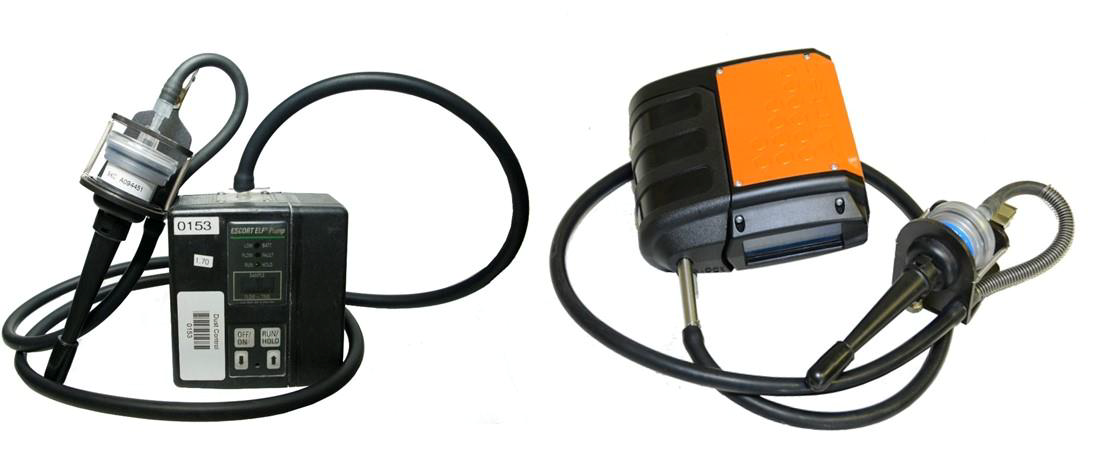
جهازين لرصد جزيئات الديزل.

إن التعرض لعوادم الديزل والجسيمات العالقة في الديزل يشكل خطراً مهنياً على سائقي الشاحنات وعمال السكك الحديدية وسكان المنازل السكنية في محيط ساحة السكك الحديدية وعمال المناجم الذين يستخدمون معدات تعمل بالديزل في المناجم تحت الأرض. كما لوحظت تأثيرات صحية ضارة على عامة السكان عند تركيزات الجسيمات في الغلاف الجوي المحيط أقل بكثير من التركيزات في البيئات المهنية.
في مارس/آذار 2012، أظهر علماء الحكومة الأميركية أن عمال المناجم الذين يتعرضون لمستويات عالية من أبخرة الديزل معرضون لخطر الإصابة بسرطان الرئة بنسبة ثلاثة أضعاف مقارنة بمن يتعرضون لمستويات منخفضة. وقد أجريت دراسة عن عوادم الديزل في المناجم بتكلفة 11.5 مليون دولار، وتتبعت 12315 عاملاً من عمال المناجم، مع التحكم في المواد المسببة للسرطان مثل دخان السجائر والرادون والأسبستوس. وقد سمح هذا للعلماء بعزل آثار أبخرة الديزل.
منذ أكثر من عشر سنوات، أثيرت مخاوف في الولايات المتحدة بشأن تعرض الأطفال لمادة دي بي إم أثناء ركوبهم حافلات مدرسية تعمل بالديزل ذهابًا وإيابًا من وإلى المدرسة. وفي عام 2013، أنشأت وكالة حماية البيئة مبادرة الحافلات المدرسية النظيفة في الولايات المتحدة في محاولة لتوحيد المنظمات الخاصة والعامة للحد من تعرض الطلاب لهذه المادة.
منذ أكثر من 10 سنوات، أثيرت مخاوف في الولايات المتحدة بشأن تعرض الأطفال لمادة دي بي إم أثناء ركوبهم حافلات مدرسية تعمل بالديزل من وإلى المدرسة. في عام 2013، أنشأت وكالة حماية البيئة (EPA) مبادرة الحافلات المدرسية النظيفة في الولايات المتحدة الأمريكية في محاولة لتوحيد المنظمات الخاصة والعامة في الحد من تعرض الطلاب لمادة دي بي إم.

### بسبب الجسيمات

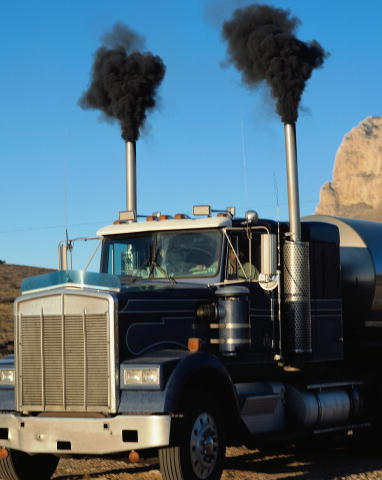
شاحنة ثقيلة، مع وجود جزيئات السخام المرئية.

الجسيمات الدقيقة للديزل (DPM)، والتي تسمى أحيانًا أيضًا جسيمات عادم الديزل (DEP)، هي المكون الجسيمي لعادم الديزل، والذي يشمل سخام الديزل والهباء الجوي مثل جسيمات الرماد وجزيئات التآكل المعدنية والكبريتات والسيليكات. عند إطلاقها في الغلاف الجوي، يمكن أن تتخذ الجسيمات الدقيقة للديزل شكل جزيئات فردية أو مجموعات متسلسلة، ومعظمها في نطاق دون الميكرومتر غير المرئي البالغ 100 نانومتر، والمعروفة أيضًا باسم الجسيمات فائقة الدقة (UFP) أو PM0.1.
يتكون الجزء الرئيسي من جزيئات عوادم الديزل من جزيئات دقيقة. وبسبب صغر حجمها، يمكن للجزيئات المستنشقة أن تخترق بسهولة عمق الرئتين. تعمل الهيدروكربونات العطرية متعددة الحلقات (PAHs) الموجودة في العادم على تحفيز الأعصاب في الرئتين، مما يتسبب في السعال الانعكاسي والصفير وضيق التنفس. تجعل الأسطح الخشنة لهذه الجزيئات من السهل عليها الارتباط بالسموم الأخرى في البيئة، وبالتالي زيادة مخاطر استنشاق الجزيئات.[تحقق من المصدر]
أفاد أوميدفاربورنا وزملاؤه بإجراء دراسة حول انبعاثات الجسيمات الدقيقة (PM) من الحافلات العابرة التي تعمل على وقود الديزل منخفض الكبريت ومزيج من الديزل الحيوي والديزل التقليدي (B20)، حيث خلصوا إلى أن انبعاثات الجسيمات الدقيقة بدت أقل في حالات استخدام الديزل/الديزل الحيوي المختلط، حيث كانت تعتمد على طراز المحرك، وأوضاع الخمول الباردة والساخنة، ونوع الوقود، وأن المعادن الثقيلة في الجسيمات الدقيقة المنبعثة أثناء الخمول الساخن كانت أكبر من تلك الناتجة عن الخمول البارد؛ وقد اقترح أن أسباب انخفاض الجسيمات الدقيقة في انبعاثات الديزل الحيوي ناتجة عن التركيب المؤكسج لوقود الديزل الحيوي، وكذلك الناشئة عن التغييرات في التكنولوجيا (بما في ذلك استخدام المحول الحفاز في نظام الاختبار هذا). وخلصت دراسات أخرى إلى أنه في حين أن انبعاثات أكاسيد النيتروجين في حالات محددة معينة (أي الأحمال المنخفضة، والمواد الخام الأكثر تشبعًا، ...) يمكن أن تكون أقل من انبعاثات وقود الديزل، إلا أن انبعاثات أكاسيد النيتروجين في معظم الحالات تكون أعلى، بل وترتفع انبعاثات أكاسيد النيتروجين مع خلط المزيد من الوقود الحيوي. وينتهي الأمر بالديزل الحيوي النقي (B100) إلى انبعاثات أكاسيد النيتروجين بنسبة 10-30% أكثر مقارنة بوقود الديزل العادي.

### تأثيرات محددة
وقد ارتبط التعرض بأعراض حادة قصيرة المدى مثل الصداع والدوخة والدوار والغثيان والسعال وصعوبة التنفس أو ضيق التنفس وضيق الصدر وتهيج العينين والأنف والحلق. يمكن أن يؤدي التعرض طويل الأمد إلى مشاكل صحية مزمنة وأكثر خطورة مثل أمراض القلب والأوعية الدموية وأمراض القلب والرئة وسرطان الرئة. ارتبط الكربون الأولي المنسوب إلى حركة المرور بشكل كبير بالصفير في سن 1 والصفير المستمر في سن 3 سنوات في دراسة مجموعة المواليد لدراسة حساسية الطفولة وتلوث الهواء في سينسيناتي. يرتبط تلوث الهواء المحيط المرتبط بحركة المرور بانخفاض الوظائف الإدراكية لدى الرجال الأكبر سنًا.
إن دراسة الجسيمات النانوية وعلم السموم النانوي في مهدها، ولا تزال الآثار الصحية للجسيمات النانوية التي تنتجها جميع أنواع محركات الديزل غير معروفة. ومن الواضح أن الأضرار الصحية الناجمة عن انبعاثات الجسيمات الدقيقة للديزل شديدة ومنتشرة. وعلى الرغم من أن إحدى الدراسات لم تجد أي دليل مهم على أن التعرض قصير المدى لعوادم الديزل يؤدي إلى تأثيرات ضارة خارج الرئة، وهي تأثيرات مرتبطة بزيادة أمراض القلب والأوعية الدموية، فقد خلصت دراسة أجريت عام 2011 في مجلة ذا لانسيت إلى أن التعرض لحركة المرور هو المحفز الأكثر خطورة الذي يمكن الوقاية منه للنوبة القلبية لدى عامة الناس، باعتباره سببًا لـ 7.4% من جميع النوبات. ليس من الممكن تحديد مقدار هذا التأثير الناتج عن ضغوط التواجد في حركة المرور ومقداره الناتج عن التعرض للعادم.[بحاجة لمصدر]
نظرًا لأن دراسة التأثيرات الصحية الضارة للجسيمات النانوية (علم السموم النانوي) لا تزال في مهدها، ولا تزال طبيعة ومدى التأثيرات الصحية السلبية الناجمة عن عوادم الديزل قيد الاكتشاف، يظل من المثير للجدل ما إذا كان التأثير الصحي العام للديزل أعلى من تأثير المركبات التي تعمل بالبنزين.

### الاختلاف مع ظروف المحرك
يمكن أن تختلف أنواع وكميات الجسيمات النانوية وفقًا لدرجات حرارة التشغيل والضغوط، ووجود اللهب المكشوف، ونوع الوقود الأساسي وخليط الوقود، وحتى الخلطات الجوية. وعلى هذا النحو، فإن الأنواع الناتجة من الجسيمات النانوية من تقنيات المحرك المختلفة وحتى أنواع الوقود المختلفة ليست بالضرورة قابلة للمقارنة. وقد أظهرت إحدى الدراسات أن 95% من المكون المتطاير لجسيمات النانو الديزل هو زيت تشحيم غير محترق. لا تزال التأثيرات طويلة المدى بحاجة إلى مزيد من التوضيح، فضلاً عن التأثيرات على المجموعات المعرضة للإصابة بأمراض القلب والرئة.
يمكن لمحركات الديزل أن تنتج سخامًا أسود (أو بشكل أكثر تحديدًا جسيمات الديزل) من عادمها. يتكون الدخان الأسود من مركبات الكربون التي لم تحترق بسبب درجات الحرارة المنخفضة المحلية حيث لا يتم ذرّ الوقود بالكامل. تحدث درجات الحرارة المنخفضة المحلية هذه عند جدران الأسطوانة، وعلى سطح قطرات الوقود الكبيرة. في هذه المناطق حيث يكون الجو باردًا نسبيًا، يكون الخليط غنيًا (على عكس الخليط الإجمالي الذي يكون هزيلًا). يحتوي الخليط الغني على هواء أقل للحرق ويتحول بعض الوقود إلى رواسب كربونية. تستخدم محركات السيارات الحديثة مرشح جسيمات الديزل (DPF) لالتقاط جزيئات الكربون ثم حرقها بشكل متقطع باستخدام وقود إضافي يتم حقنه مباشرة في المرشح. هذا يمنع تراكم الكربون على حساب إهدار كمية صغيرة من الوقود.[بحاجة لمصدر]
عند بدء التشغيل من البارد، تنخفض كفاءة احتراق المحرك لأن كتلة المحرك الباردة تسحب الحرارة من الأسطوانة في شوط الانضغاط. والنتيجة هي أن الوقود لا يحترق بالكامل، مما يؤدي إلى دخان أزرق وأبيض وانخفاض مخرجات الطاقة حتى يسخن المحرك. هذا هو الحال بشكل خاص مع محركات الحقن غير المباشر، والتي تكون أقل كفاءة حرارية. مع الحقن الإلكتروني، يمكن تغيير توقيت وطول تسلسل الحقن للتعويض عن ذلك. يمكن أن تحتوي المحركات القديمة ذات الحقن الميكانيكي على تحكم ميكانيكي وهيدروليكي لتغيير التوقيت، وشمعات توهج متعددة المراحل يتم التحكم فيها كهربائيًا، والتي تظل مضاءة لفترة بعد بدء التشغيل لضمان احتراق نظيف؛ يتم تبديل الشمعات تلقائيًا إلى طاقة أقل لمنع احتراقها.[بحاجة لمصدر]
تقول شركة وارتسيلا أن هناك طريقتين لتكوين الدخان في محركات الديزل الكبيرة، الأولى هي اصطدام الوقود بالمعدن وعدم وجود وقت للاحتراق. والثانية هي وجود كمية كبيرة من الوقود في غرفة الاحتراق.
قامت شركة وارتسيلا باختبار محرك ومقارنة مخرجات الدخان، عند استخدام نظام الوقود التقليدي ونظام الوقود المشترك، وتظهر النتيجة تحسنًا في جميع ظروف التشغيل عند استخدام نظام الوقود المشترك.

## التأثيرات البيئية
أظهرت التجارب التي أجريت عام 2013 أن عوادم الديزل تضعف قدرة النحل على اكتشاف رائحة أزهار بذور اللفت الزيتية.
تساهم الانبعاثات من محركات الديزل في إنتاج الأوزون على مستوى الأرض، والذي يمكن أن يلحق الضرر بالمحاصيل والأشجار والنباتات الأخرى. كما يساهم عادم الديزل في تكوين المطر الحمضي، الذي يؤثر على التربة والبحيرات والجداول، ويمكن أن يدخل سلسلة الغذاء البشرية عن طريق الماء والمنتجات واللحوم والأسماك.
يلعب عادم الديزل دورًا في تغير المناخ. يمكن أن يساعد تقليل انبعاثات غازات الاحتباس الحراري من محركات الديزل من خلال تحسين الاقتصاد في استهلاك الوقود أو استراتيجيات تقليل الخمول في معالجة تغير المناخ وتحسين أمن الطاقة وتعزيز اقتصادات البلدان. في حين يحتوي وقود الديزل على كمية أكبر قليلاً من الكربون (2.68 كجم من ثاني أكسيد الكربون / لتر) من البنزين (2.31 كجم من ثاني أكسيد الكربون / لتر)، فإن انبعاثات ثاني أكسيد الكربون لسيارة الديزل تميل بشكل عام إلى أن تكون أقل بسبب الكفاءة الأعلى. في الاستخدام، يعادل هذا في المتوسط حوالي 200 جرام من ثاني أكسيد الكربون / كم للبنزين و 120 جرام من ثاني أكسيد الكربون / كم للديزل.

## العلاجات

### عام
مع تشديد معايير الانبعاثات، يتعين على محركات الديزل أن تصبح أكثر كفاءة وتحتوي على عدد أقل من الملوثات في عوادمها.[بحاجة لمصدر] علاوة على ذلك، في السنوات الأخيرة، وسعت الولايات المتحدة وأوروبا واليابان لوائح التحكم في الانبعاثات من تغطية المركبات على الطرق لتشمل المركبات الزراعية والقاطرات والسفن البحرية وتطبيقات المولدات الثابتة. يميل التغيير إلى وقود مختلف (أي ثنائي ميثيل الإيثر، وغيره من الإيثرات الحيوية مثل ثنائي إيثيل الإيثر) إلى أن يكون وسيلة فعالة للغاية للحد من الملوثات مثل أكاسيد النيتروجين وأول أكسيد الكربون. عند التشغيل على ثنائي ميثيل الأثير (DME) على سبيل المثال، تكون انبعاثات الجسيمات شبه معدومة، ويمكن حتى حذف استخدام مرشحات جسيمات الديزل. أيضًا، نظرًا لأنه يمكن تصنيع ثنائي ميثيل الأثير من النفايات الحيوانية والغذائية والزراعية، فيمكن أن يكون محايدًا للكربون (على عكس الديزل العادي). يميل خلط الإيثر الحيوي (أو أنواع أخرى من الوقود مثل الهيدروجين) في الديزل التقليدي أيضًا إلى إحداث تأثير مفيد على الملوثات المنبعثة. بالإضافة إلى تغيير الوقود، توصل المهندسون الأمريكيون أيضًا إلى مبدأين آخرين ونظامين مميزين لجميع المنتجات الموجودة في السوق والتي تلبي معايير الانبعاثات الأمريكية لعام 2010،[بحاجة لمصدر][بحاجة لتحديث] الاختزال الانتقائي غير التحفيزي (SNCR)، وإعادة تدوير غاز العادم (EGR). كلاهما موجود في نظام العادم لمحركات الديزل، ومصممان أيضًا لتعزيز الكفاءة.[بحاجة لمصدر]

### الاختزال التحفيزي الانتقائي
يقوم الاختزال التحفيزي الانتقائي (SCR) بحقن عامل اختزال مثل الأمونيا أو اليوريا — الأخير مائي، حيث يُعرف باسم سائل عادم الديزل (DEF) — في عادم محرك الديزل لتحويل أكاسيد النيتروجين (NOx) إلى نيتروجين غازي وماء. تم إنشاء نماذج أولية لأنظمة الاختزال التحفيزي الانتقائي التي تقلل 90% من أكاسيد النيتروجين في نظام العادم، مع كون الأنظمة التجارية أقل إلى حد ما.[بحاجة لمصدر] لا تحتاج أنظمة الاختزال التحفيزي الانتقائي بالضرورة إلى مرشحات الجسيمات (PM)؛ عندما يتم دمج مرشحات نظام الاختزال الانتقائي ومرشحات الجسيمات، فقد ثبت أن بعض المحركات أكثر كفاءة في استهلاك الوقود بنسبة 3-5%.[بحاجة لمصدر] من عيوب نظام الاختزال التحفيزي الانتقائي، بالإضافة إلى تكلفة التطوير الأولية الإضافية (والتي يمكن تعويضها من خلال الامتثال وتحسين الأداء)،[بحاجة لمصدر] الحاجة إلى إعادة تعبئة عامل الاختزال، والتي تختلف دورية ذلك باختلاف الأميال المقطوعة وعوامل التحميل والساعات المستخدمة.[استشهاد منقوص البيانات][بحاجة لمصدر أفضل] نظام الاختزال الانتقائي غير التحفيزي ليس بنفس الكفاءة عند الدورات الأعلى في الدقيقة (دورة في الدقيقة).[بحاجة لمصدر] يتم تحسين تقنية يقوم الاختزال التحفيزي الانتقائي لتحقيق كفاءة أعلى مع درجات حرارة أوسع، ولتكون أكثر متانة، ولتلبية الاحتياجات التجارية الأخرى.

### إعادة تدوير غاز العادم
يمكن استخدام إعادة تدوير غاز العادم (EGR)، في محركات الديزل، لتحقيق خليط وقود إلى هواء أغنى ودرجة حرارة احتراق ذروة أقل. يقلل كلا التأثيرين من انبعاثات أكاسيد النيتروجين، ولكن يمكن أن يؤثر سلبًا على الكفاءة وإنتاج جزيئات السخام. يتم تحقيق الخليط الأكثر ثراءً عن طريق إزاحة بعض هواء السحب، ولكنه لا يزال هزيلًا مقارنة بمحركات البنزين، والتي تقترب من المثالية المتكافئة. يتم تحقيق درجة حرارة الذروة المنخفضة بواسطة مبادل حراري يزيل الحرارة قبل إعادة دخول المحرك، ويعمل بسبب السعة الحرارية النوعية الأعلى لغازات العادم من الهواء. مع زيادة إنتاج السخام، غالبًا ما يتم دمج إعادة تدوير غاز العادم مع مرشح الجسيمات (PM) في العادم.[استشهاد منقوص البيانات] في المحركات ذات الشحن التوربيني، يحتاج نظام إعادة تدوير غاز العادم إلى فرق ضغط متحكم فيه عبر مشعب العادم ومشعب السحب، والذي يمكن تلبيته من خلال هندسة مثل استخدام شاحن توربيني ذي هندسة متغيرة،[بحاجة لمصدر] يحتوي على ريش توجيه مدخل على التوربين لبناء ضغط خلفي للعادم في مشعب العادم لتوجيه غاز العادم إلى مشعب السحب. كما يتطلب أنابيب وصمامات خارجية إضافية، وبالتالي يتطلب صيانة إضافية.[بحاجة لمصدر]

### الأنظمة المشتركة
تقوم شركة جون دير، الشركة المصنعة للمعدات الزراعية، بتنفيذ تصميم SCR-EGR المشترك، في محرك ديزل «مضمّن بست أسطوانات» سعة 9 لترات والذي يتضمن كلا نوعي النظام، وفلتر PM وتقنيات محفز الأكسدة الإضافية.[بحاجة لمصدر أفضل] يشتمل النظام المشترك على شاحنين توربينيين، الأول على مشعب العادم، بهندسة متغيرة ويحتوي على نظام إعادة تدوير غاز العادم؛ والثاني شاحن توربيني بهندسة ثابتة. يحتوي غاز العادم المعاد تدويره والهواء المضغوط من الشواحن التوربينية على مبردات منفصلة، ويندمج الهواء قبل دخول مشعب السحب، ويتم التحكم في جميع الأنظمة الفرعية بواسطة وحدة تحكم مركزية للمحرك تعمل على تحسين تقليل الملوثات المنبعثة في غاز العادم.

### العلاجات الأخرى
تم إنشاء تقنية جديدة تم اختبارها في عام 2016 بواسطة شركة آير لينك والتي تجمع جزيئات الكربون باستخدام جهاز أسطواني «كالينك» يتم تركيبه في نظام عادم السيارة، وبعد المعالجة لإزالة المعادن الثقيلة والمواد المسرطنة، تخطط الشركة لاستخدام الكربون لصنع الحبر.
في الهند، تعمل مجموعة طقم الوقود المزدوج من شاكر على تعديل مجموعة مولدات الديزل للعمل بمزيج من الغاز والديزل، بنسبة 70% من الغاز الطبيعي و30% من الوقود الأحفوري.

### استعادة المياه
وقد أجريت أبحاث حول طرق تمكن القوات في الصحاري من استعادة المياه الصالحة للشرب من غازات عوادم مركباتهم.